# Язичок зелений
{{#ifeq:0|0|{{#if:|{{#if:Dactylorhizaviride|[[]}}|}}}}
Язичо́к зеле́ний (Coeloglossum viride) , також Dactylorhiza viridis (зозульки зелені) — багаторічна рослина родини зозулинцевих, що отримала свою назву від язикоподібної форми зрослих пелюсток квітки та їхнього зеленкуватого забарвлення: лат. viridis — «зелений». Цей реліктовий вид є єдиним представником роду у флорі України, тому через свою рідкісність занесений до національної Червоної книги, крім того, має охоронний статус у ряді інших країн. Його обмежено застосовують як лікарську рослину.

## Опис

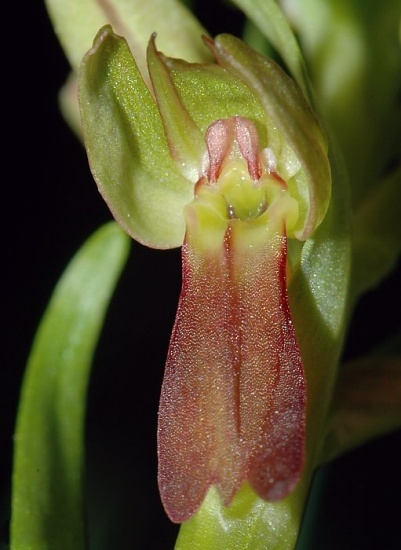
Квітка великим планом. Видно звислу червону губу, за формою якої рослині надано родову назву.

Трав'яниста рослина 10-25 (зрідка до 35-40) см заввишки, геофіт. Підземні органи представлені довгастими, трохи пласкими двічі- тричіпальчатороздільними бульбами з шилоподібно видовженими кінчиками. Зрідка бульби можуть бути нероздільними. Вони щороку змінюються.
Стебло прямостояче або трохи зігнуте, зелене, голе і гладке, рівномірно улиснене 2-5 світло-зеленими листками, при основі огорнутими буруватими піхвами. Черешки короткі. Форма листків міниться від овальної або овально-яйцеподібної до довгасто-ланцетної. Їхня довжина складає від 3 до 11 см, ширина — від 3 до 5 см. Слід зазначити, що верхні листки помітно дрібніші і гостріші за нижні.
Суцвіття — поодинокий, негустий, циліндричний колос завдовжки 2-10 (15) см, що складається з 5-30 (частіше з 10-25) квіток. Приквітки лінійно-ланцетні або ланцетні, тупувато загострені, довші за квітки, втім, верхні часто бувають трохи коротші. Квітки 5-7 мм завдовжки, двостатеві, зигоморфні, зі слабким медовим запахом. Листочки оцвітини жовтувато-зелені чи буруваті, складені шоломом. Два листочки зовнішнього кола 4,5-6 мм завдовжки та 2-4 мм завширшки, яйцеподібні, тупуваті. Два листочки внутрішнього кола лінійні, тупуваті, з однією жилкою. Губа завдовжки 3,5-6 мм за виглядом нагадує звислий язик, вона трилопатева, причому її середня доля зубчаста, відігнута назад і коротша за бічні. Шпорець мішечкоподібний, завдовжки 2 мм, завширшки 1 мм. Зав'язь сидяча, скручена. У рослин високогірних популяцій зовнішні листочки оцвітини і зав'язь часто пурпурові або буруваті.
Плід — суха ребриста коробочка завдовжки 7-14 мм, завширшки 4-5 мм. Насінини численні, дрібні.
Число хромосом 2n = 40.

## Екологія

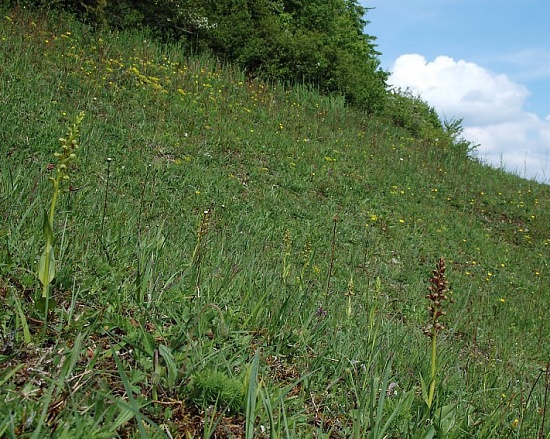
Типове оселище поблизу Гессена (Німеччина).

Рослина доволі світлолюбна і дуже морозостійка, завдяки чому у гірському поясі Європи підіймається до висоти 3000 м, а в Азії окремі знахідки цього виду зареєстровані навіть на рівні 4000 м. Загалом язичок зелений невибагливий до якості ґрунтів: здатен рости на сухих і сирих, з pH від 4,4 до 8 і різних за механічним складом. Втім, частіше він трапляється на плодючих, помірно зволожених, карбонатних ґрунтах у розрідженому травостої.
Типовими оселищами цього виду є галявини світлих листяних і хвойних лісів, чагарники, долини маленьких річок і струмків, гірські та рівнинні тундри, високогірні пасовища та луки, в тому числі й розташовані біля країв льодовиків. В Україні найчастіше ця рослина трапляється у складі угруповань порядку Nardetalia (клас Nardo-Callunetea), що формуються на бідних та кислих ґрунтах. Язичок зелений знайдений також на вапнякових відслоненнях в угрупованнях асоціації Thymo-Festucetum saxatilis (клас Carici rupestris-Kobrisietea bellardii), у складі високотравних ценозів порядку Calamagrostietalia villosae (клас Betulo-Adenostyletea), в лісових та чагарникових ценозах порядку Vaccinio-Piceetalia excelsae (клас Vaccinio-Piceetea).
На всіх етапах розвитку, язичок зелений співмешкає у симбіозі із ґрунтовими грибами, з якими утворює ендомікоризу. Тривалість життя язичка зеленого менша за тривалість життя інших північних орхідей.
Основним способом поширення є насіннєвий, зрідка можливе вегетативне розмноження. Квітне у травні-липні (в горах інколи і в серпні). Квіти запилюються двокрилими комахами, яких рослина приваблює медовим запахом. Можливе перезапилення із представниками інших родів орхідей, внаслідок якого утворюються життєздатні міжродові гібриди. Зокрема відомі гібриди із:
1. билинцем довгорогим — x Gymnaglossum jacksonii (Quirk) Rolfe (= Gymnadenia conopsea x Coeloglossum viride);
2. зозульками Фукса — x Dactyloglossum mixtum (Asch. & Graebn.) Rauschert (= Coeloglossum viride x Dactylorhiza fuchsii);
3. зозульками плямистими — x Dactyloglossum conigerum (Norman) Rauschert (= Coeloglossum viride x Dactylorhiza maculata);
4. пальчатокорінником пурпуровим — x Dactyloglossum viridella (Hesl.-Harr. f.) Soó (= Coeloglossum viride x Dactylorhiza purpurella).[6]

Плодоносить у липні-серпні, насіння поширюється за допомогою вітру (анемохорія).

## Поширення
Язичок зелений належить до голарктичних бореальних циркумполярних видів, тобто таких, чий ареал охоплює майже весь помірний пояс Північної півкулі, оперізуючи кільцем арктичні райони. У Західній Європі ця рослина поширена повсюдно, але менш численна у середземноморських країнах. В багатьох місцинах на півдні Шотландії, у Центральній і Східній Англії язичок зелений вже зник. У Східній Європі трапляється у Чехії, Білорусі (за винятком південних областей), у західних областях України. На теренах Росії ця орхідея відома на півночі європейської частини, у Сибіру, на півдні Далекого Сходу, в Алтайських горах. Загалом південна межа ареалу в Азії пролягає по лінії Мала Азія — Кавказ — Монголія — Китай — Японські острови. Також цей вид описаний у Північній Америці.
В Україні трапляється зрідка, переважна більшість популяцій знайдена у Карпатах, де язичок зелений поширений від низин до субальпійського поясу, а також в Розточчі, Опіллі, Кримських горах, зокрема, поблизу Ласпі. Вкрай рідкісні лісостепові осередки, раніше описані на теренах Харківської (поблизу міста Дергачі) та Хмельницької областей (біля міст Хмельницький і Сатанів), в останньому виданні Червоної книги України не згадані і, ймовірно, втрачені.

## Значення і статус виду
Цей вид включений у Додаток II Конвенції про міжнародну торгівлю видами дикої фауни та флори, що перебувають під загрозою зникнення (CITES), занесений до Червоної книги Білорусі, визнаний зникаючим у Чехії, регіонально рідкісним у Мурманській і Смоленській областях Росії. Крім того, язичок зелений охороняють у Литві, Латвії, Польщі.
В Україні лише окремі осередки язичка зеленого налічують велику кількість рослин, в той час як щільність більшості популяцій цього виду не перевищує 1-3 особин на 1 м². Настільки мала щільність, а також істотні коливання чисельності за роками роблять цю рослину вразливою перед будь-яким порушенням навколишнього середовища, тому головним охоронним заходом для язичка зеленого є заборона на будь-які зміни середовища у виявлених місцях зростання, а також заборона на збирання рослин. Дієвим засобом охорони може стати і вирощування у культурі, яке практикують у ботанічних садах Росії.
Вид охороняють у заповіднику «Ґорґани», Карпатському та Кримському заповідниках, національних парках «Синевир», Ужанському та Карпатському.
| |  |  |
| Варіації забарвлення квіток у рослин з різних частин ареалу: ліворуч і праворуч з околиць Гессена (Німеччина), в центрі — зі Швейцарії. |  |  |

## Систематика
За даними Червоної книги України, станом на 2016 рік встановлено приналежність цього виду до роду Coeloglossum, описаного у 1820 році. Водночас, світовою науковою спільнотою таксономія цього виду була переглянута і в 1997 році він був віднесений до роду Dactylorhiza. Відповідно, назву Dactylorhiza viridis (L.) R.M.Bateman, Pridgeon & M.W.Chase. у світі розглядають як основну, а в Україні як синонімічну.
Крім того, в межах таксона відомі такі синоніми:
- Coeloglossum viride ssp. bracteatum (Willd.) Soo, comb. superfl.
- Coeloglossum viride ssp. bracteatum (Willd.) Hulten, comb. superfl.
- Coeloglossum viride ssp. bracteatum (Willd.) K. Richt.[9]